# Hiroki Takahashi
Hiroki Takahashi (高橋 広樹, Takahashi Hiroki, nascido em 7 de setembro de 1974) é um ator, dublador e cantor japonês cujos maiores papéis incluem Eiji Kimumaru em The Prince of Tennis, Tobias em Pokémon, Kenji Harima em School Rumble, Hisoka em Hunter x Hunter, Katsuya Jonouchi em Yu-Gi-Oh! Duel Monsters e Takato Saijou em Dakaichi. Ele também fez a voz do Ryu em alguns jogos da franquia Street Fighter. Em 2016, participou do evento Anime Friends no Brasil.

## Vida pessoal
Ele é casado com a dubladora Aiko Aikashi. O primeiro filho do casal nasceu em 24 de junho de 2016.

## Filmografia

### Anime
| Ano  | Título                                                              | Papel                          | Fonte       |
| ---- | ------------------------------------------------------------------- | ------------------------------ | ----------- |
| 1994 | Macross 7                                                           | Kinryu                         | [ 4 ]       |
| 1997 | Kindaichi Case Files                                                | Policeman                      | [ 4 ]       |
| 1998 | Beast Wars II: Super Life-Form Transformers                         | Mantis, Starscream, Hellscream | [ 4 ]       |
| 1998 | Shadow Skill Eigi                                                   | King Ashubal                   | [ 4 ]       |
| 1999 | Hunter × Hunter                                                     | Hisoka                         | [ 4 ]       |
| 1999 | Betterman                                                           | Cactus Prickle                 | [ 4 ]       |
| 1999 | Eden's Bowy                                                         | Quen                           | [ 4 ]       |
| 1999 | Magic User's Club                                                   | Military person                | [ 4 ]       |
| 2000 | Miami Guns                                                          | Anthony, Kousuke               | [ 4 ]       |
| 2000 | Argento Soma                                                        | Announcement                   | [ 4 ]       |
| 2000 | Yu-Gi-Oh! Duel Monsters                                             | Katsuya Jonouchi               | [ 4 ]       |
| 2001 | Sadamitsu the Destroyer                                             | Luga                           | [ 4 ]       |
| 2001 | Transformers: Car Robots                                            | Build Hurricane, Guildor       | [ 4 ]       |
| 2001 | Chance Pop Session                                                  | Bassist                        | [ 4 ]       |
| 2001 | Read or Die                                                         | Genjo                          | [ 4 ]       |
| 2001 | Digimon Tamers                                                      | Impmon, Beelzemon              |             |
| 2001 | The Prince of Tennis                                                | Eiji Kikumaru                  |             |
| 2003 | Zatch Bell!                                                         | Parco Folgore                  |             |
| 2004 | Area 88                                                             | Saki Vashtar                   | [ 4 ]       |
| 2004 | Burn-Up Scramble                                                    | Naruo Yuuji                    | [ 4 ]       |
| 2004 | Futari wa Pretty Cure                                               | Pissard                        | [ 4 ]       |
| 2004 | Shura no Toki – Age of Chaos                                        | Yakumo Mutsu                   | [ 4 ]       |
| 2004 | School Rumble series                                                | Kenji Harima                   | [ 4 ]       |
| 2004 | Mobile Suit Gundam SEED Destiny                                     | Arthur Trine                   |             |
| 2006 | Sumomomo Momomo                                                     | Kōshi Inuzuka                  |             |
| 2006 | Nana                                                                | Shoji Endo                     |             |
| 2006 | Ray the Animation                                                   | Shinoyama Toshiaki             | [ 4 ]       |
| 2006 | Shōnen Onmyōji                                                      | Rikugō                         | [ 4 ]       |
| 2006 | Tokimeki Memorial Only Love                                         | Inukai Kouya                   | [ 4 ]       |
| 2006 | Katekyō Hitman Reborn!                                              | Superbia Squalo                |             |
| 2007 | Death Note                                                          | Stephen Gevanni                |             |
| 2007 | Moonlight Mile                                                      | Kousuke Sawamura               |             |
| 2008 | Neo Angelique Abyss                                                 | Rayne                          |             |
| 2008 | Real Drive                                                          | Aoi Souta                      | [ 4 ]       |
| 2009 | Street Fighter IV: The Ties That Bind                               | Ryu                            | [ 4 ]       |
| 2009 | Fight Ippatsu! Jūden-chan!!                                         | Oumi Sento                     | [ 4 ]       |
| 2009 | Hetalia: Axis Powers series                                         | Japan                          | [ 5 ] [ 6 ] |
| 2010 | HeartCatch PreCure!                                                 | Toshiyoka Yuuto                | [ 4 ]       |
| 2010 | Beyblade: Metal Masters                                             | Chao Xin                       |             |
| 2010 | Pokémon                                                             | Tobias                         | [ 4 ]       |
| 2011 | Rio: Rainbow Gate!                                                  | Elvis                          | [ 4 ]       |
| 2012 | Kamisama Kiss                                                       | Otohiko                        | [ 7 ]       |
| 2013 | Magi: The Labyrinth of Magic                                        | Zagan                          | [ 4 ]       |
| 2014 | DRAMAtical Murder                                                   | Koujaku                        | [ 8 ]       |
| 2014 | Hunter × Hunter (2011)                                              | Pariston Hill                  |             |
| 2015 | Sailor Moon Crystal                                                 | Crimson Rubeus                 | [ 9 ]       |
| 2015 | Beautiful Bones: Sakurako's Investigation                           | Hiroki Utsumi                  | [ 10 ]      |
| 2016 | One Piece                                                           | Bill                           |             |
| 2016 | Scared Rider Xechs                                                  | Kazuki Suzuki                  |             |
| 2017 | Akashic Records of Bastard Magic Instructor                         | Albert Frazer                  |             |
| 2018 | Dakaichi                                                            | Takato Saijo                   | [ 11 ]      |
| 2019 | Ensemble Stars!                                                     | Shū Itsuki                     |             |
| 2019 | KonoSuba: God's Blessing on this Wonderful World! Legend of Crimson | Hyoizaburoo                    | [ 12 ]      |
| 2019 | One Piece                                                           | Queen                          |             |
| 2019 | Thus Spoke Kishibe Rohan                                            | Young Man                      | [ 13 ]      |
| 2021 | Wonder Egg Priority                                                 | Ura-Acca                       |             |
| 2021 | Scarlet Nexus                                                       | Seto Narukami                  |             |
| 2021 | The Faraway Paladin                                                 | Stagnate                       | [ 14 ]      |
| 2022 | Love All Play                                                       | Yūsuke Yokokawa                | [ 15 ]      |
| 2022 | The Prince of Tennis II: U-17 World Cup                             | Ralph Rhinehart                | [ 16 ]      |
| 2022 | Spy × Family                                                        | Keith Kepler                   | [ 17 ]      |
| 2022 | The Human Crazy University                                          | Jōji Kitō                      | [ 18 ]      |

### Tokusatsu
| Ano  | Título                                                                              | Papel        | Notas  | Fonte |
| ---- | ----------------------------------------------------------------------------------- | ------------ | ------ | ----- |
| 2010 | Kamen Rider × Kamen Rider × Kamen Rider O Filme: Cho-Den-O Trilogy Episódio Amarelo | Eve          | Filme  | [ 4 ] |
| 2012 | Tokumei Sentai Go-Busters                                                           | Megazordloid | Ep. 42 | [ 4 ] |